# Memorandum 17
Die als Memorandum 17 bekannt gewordenen Bestimmungen enthalten Voraussetzungen für die Lizenzierung von Waffen sowie Handlungsbefugnisse von privaten Sicherheitsunternehmen im Irak. Das Memorandum ist ein Bestandteil des Iraq National Weapons Card Programs (INWCP). Letzteres entstand in Reaktion auf die besondere Problematik, die sich nach dem dritten Golfkrieg aus der Vielzahl im Umlauf befindlicher unregistrierter Waffen und Waffen tragender Personen ohne behördliche Genehmigung ergab. Das Memorandum wurde durch die Koalitions-Übergangsverwaltung im Irak erarbeitet und trat mit der Einsetzung der irakischen Übergangsregierung im Juni 2004 in Kraft.
Neben den formalen Regulierungen zur Lizenzierung von Waffen enthält das Memorandum auch Voraussetzungen für die Zulassung der privaten Sicherheits- und Militärunternehmen sowie Richtlinien für deren Ausübung von Gewalt. So sind die Handlungsbefugnisse der privaten Sicherheitsunternehmen grundsätzlich auf Abschreckungs- und Schutzfunktionen beschränkt. Offensive militärische oder polizeiliche Aktionen sind nicht erlaubt. Bei Übertretungen ihrer Befugnisse müssen sich die privaten Sicherheitsunternehmen vor den geltenden Regelungen des Straf- und Zivilrechts ihrer Herkunftsländer verantworten.

## Kritik
Das Memorandum 17 geriet als Legitimationsgrundlage für Aktivitäten privater Sicherheits- und Militärunternehmen wiederholt in die Kritik. Insbesondere die Regelung, nach der Verstöße gegen die Verordnungen straf- und zivilrechtlich in den Heimatländern der Sicherheitsunternehmen zu verhandeln sind, berührt Souveränitätsrechte des Irak und bietet nach Ansicht von Kritikern keine adäquaten Sanktionsdrohungen. Auch nach Meinung einiger demokratischer US-amerikanischer Kongress-Abgeordneten ist die aktive Unterstützung der Koalitionstruppen oft eher als Söldnerdienst einzustufen und sollte damit dem Militärrecht unterstellt werden. Im Zusammenhang mit Ereignissen um die amerikanische Firma Academi (damals Blackwater Worldwide) kam es wiederholt zu öffentlichen Kontroversen.